# 城東町
城東町（じょうとうちょう）は、兵庫県多紀郡にあった町。現在の丹波篠山市の南東部、市中心部の東方一帯にあたる。
本項では町制前の名称である城東村（じょうとうむら）についても述べる。

## 地理
- 山岳：大野山、弥十郎ヶ嶽
- 河川：篠山川、曽地川、籾井川

## 歴史
- 1955年（昭和30年）4月10日 - 日置村・後川村・雲部村が合併して城東村が発足。
- 1960年（昭和35年）1月1日 - 城東村が町制施行して城東町となる。
- 1975年（昭和50年）3月28日 - 篠山町・多紀町と合併し、改めて篠山町が発足。同日城東町廃止。

## 交通

### 鉄道路線
- 日本国有鉄道
  - 篠山線（1972年廃止）
    - 八上駅 - 丹波日置駅

### 道路
現在、旧町域を通過している国道372号は廃止直後の1975年4月1日に指定。